# Uldurico Pinto
Uldurico Alves Pinto (Medeiros Neto, 14 de janeiro de 1953) é um político brasileiro. Foi Deputado Federal entre os anos de 1987 e 1995 (PMDB e PSB) , 2007 e 2008 (PMN) e o período entre 2009 e 2011 (PHS), atualmente é filiado ao PODE.
É formado em Medicina pela Universidade Federal de Minas Gerais (UFMG), profissão exercida até sua entrada na Câmara dos Deputados, em 1987.
Com o final do mandato, em 1997, assumiu o cargo de secretário da saúde de Porto Seguro (BA). Retornou ao Congresso em 2007, como suplente. Contudo, devido aos afastamentos dos deputados titulares, assumiu o cargo por diversas vezes no período. Deixou o cargo em 2011, após não alcançar a reeleição no processo eleitoral de 2010.

## Vida acadêmica e início de carreira
Uldurico Pinto iniciou sua vida acadêmica no curso de Medicina da Universidade Federal de Minas Gerais, na qual ingressou em 1972. Lá, também participou de atividades extracurriculares, chegando ao cargo de vice-presidente do diretório acadêmico Alfredo Valema.
Um ano após se formar, em 1978, tornou-se chefe da unidade sanitária de Almas (GO), cargo que exerceu por apenas um ano. Em 1982,filiou-se à legenda do Partido do Movimento Democrático Brasileiro (PMDB) e, em chapa formada com Aldo Arantes, candidatou-se à uma vaga na Assembléia Legislativa de Goiás, mas, sem sucesso. Com isso, voltou a exercer a medicina, desta vez como diretor científico da Fundação Cardiológica de Goiás, em 1983.
Porém, retornou à Bahia no mesmo ano, para morar no município de Teixeira de Freitas, extremo sul do estado. Voltou a se candidatar em 1986, como deputado federal constituinte, ainda pelo PMDB. Contando com o apoio da Confederação Geral do Trabalho (CGT).

## Participação na Assembleia Constituinte
Ao ser eleito, iniciou as funções no cargo efetivamente em fevereiro de 1987, paralelamente aos trabalhos da Assembléia Nacional Constituinte. Na função, foi segundo vice-presidente da Subcomissão dos Direitos Políticos, dos Direitos Coletivos e Garantias, além da Comissão de Soberania e dos Direitos e Garantias do Homem e da Mulher. Também integrou a Comissão de Sistematização como suplente durante os anos de 1987 e 1988.
Foi contrário à implementação da pena de morte, do presidencialismo, do período de cinco anos de mandato para o chefe de Estado e à legalização do jogo do bicho. Além disso, foi favorável à questões sociais, como em prol do direito ao aborto, do rompimento de relações com países que exercessem práticas racistas e do limite ao direito de propriedade privada, assim como em questões trabalhistas, como no pagamento superior em 50% para horas extra, da carga horária de 40 horas de trabalho, turno de seis horas ininterruptas, soberania popular e da unidade sindical. Ainda votou na aprovação do limite de 12% dos juros reais, no limite dos valores comprometidos à dívida externa e anistia aos micro e pequenos empreendedores.

## Demais Mandatos

### Primeiro Mandato
Com a promulgação da nova Constituição, em outubro de 1988, retomou os trabalhos na Câmara dos Deputados. No decorrer de seu mandato, em 1990, desfiliou-se do PMDB e se juntou à legenda do Partido Socialista Brasileiro (PSB).

### Segundo Mandato
Em outubro do mesmo ano, se candidatou à reeleição, com sucesso. 
Três irmãos a acabaram eleitos prefeitos de seus municípios: Adalberto Alves Pinto, em Medeiros Neto, Francistônio Alves Pinto, em Teixeira de Freitas, e José Ubaldino Alves Pinto, em Porto Seguro.
Além disso, votou a favor da abertura dos procedimentos para o impeachment do então Presidente da República, Fernando Collor de Melo.

Em 1993, foi investigado na CPI do Orçamento, aberta a pedido do ex-assessor do Senado, José Carlos Alves dos Santos, por conta de ligações com Joâo Alves (PPR-BA), o qual era um dos líderes de um esquema amplo de corrupção aplicado no Congresso para desviar dinheiro do orçamento da União. Na mesma época, também foi envolvido em outra CPI, na Assembléia Legislativa da Bahia, acusado de fazer parte de um grupo que cometia irregularidades na compra de terrenos da Prefeitura de Porto Seguro, as quais seriam destinadas à famílias de baixa renda. Paralelamente, sofreu com acusações de vereadores do município de  Medeiros Neto, no qual contaria com o auxilio de seu irmão e prefeito, Adalberto Pinto, e de Carlos de Oliveira Braga Júnior, empreiteiro no estado. Apesar disso, não foi considerado culpado.